# Wappen der Gemeinde Finsing
Das Wappen der Gemeinde Finsing ist seit dem 15. Oktober 1963 neben der Flagge das offizielle Hoheitszeichen von Finsing.

## Blasonierung
„In Silber ein mit drei silbernen heraldischen Rosen mit goldenen Butzen belegter roter Schrägbalken, begleitet oben von einem roten Widderhorn, unten von einem grünen Seeblatt.“

## Geschichte
Das Wappen wurde vom Bad Tölzer Heraldiker Ernst Rößner gestaltet.
Das Seeblatt im Wappen der Gemeinde entstammt dem Wappen des Klosters Tegernsee, welches etwa ab dem 8. Jahrhundert bis ins 19. Jahrhundert in Finsing begütert war und eine wichtige Rolle in der geschichtlichen Entwicklung der Gemeinde einnahm.
Auf die Geschichte der Gemeinde ebenfalls Einfluss nehmend, waren zwei Adelsfamilien, die Finsinger von Finsing und die Widerspacher. Dem Wappen derer von Finsing entstammt der Schrägbalken mit den drei Rosen. Dem Widerspacher Wappen entstammt das Widderhorn.
Das Bayerische Staatsministerium des Innern genehmigte mit Beschluss vom 15. Oktober 1963 die Führung des Wappens durch die Gemeinde.